# Ray Birdwhistell
(Ray Birdwhistell)
Ray Louis Birdwhistell (Cincinnati, 28 settembre 1918 – 19 ottobre 1994) è stato un antropologo statunitense.
Pioniere nel campo della comunicazione non verbale, si è occupato in modo specifico del movimento e ha creato la cinesica, una metodologia che si occupa degli aspetti comunicativi appresi ed eseguiti attraverso i movimenti del corpo. Questo autore ha trovato un parallelismo tra la linguistica e la cinesica, infatti definisce il termine “cinèma” come la più piccola unità di azione percepibile, per analogia con il fonema linguistico (Mancini, 1997). Birdwhistell, rifacendosi alla linguistica descrittiva, sosteneva che tutti i movimenti del corpo hanno un senso (non essendo casuali), e che la grammatica di questo paralinguaggio si può analizzare analogamente al linguaggio verbale.
Birdwhistell ha valutato tale forma di comunicazione tra esseri umani, stimando che la persona media pronuncia parole in totale per dieci, undici minuti al giorno e che una frase media richiede circa 2,5 secondi per essere detta. Ha inoltre stimato che l'uomo è in grado di fare e di riconoscere circa 250.000 espressioni facciali. Analogamente ad Albert Mehrabian, Birdwhistell ha rilevato che la componente verbale della comunicazione tra due interlocutori è inferiore al 35% e che più del 65% è invece di natura non verbale. Indipendentemente dalla cultura, parole e movimenti sono correlati in modo tanto prevedibile che, secondo Birdwhistell, un individuo esperto riesce in genere a descrivere i movimenti che una persona fa solo ascoltandone la voce. Sapeva persino individuare la lingua usata da un soggetto osservandone i gesti.